# La Cité des asphyxiés
La Cité des asphyxiés est roman dystopique de Régis Messac publié pour la première fois en 1937.

## Résumé

### La révolte d'un peuple d'esclaves
La Cité des asphyxiés nous est présentée à travers l’aventure d'un petit bourgeois de Passy projeté plusieurs dizaines de milliers d’années dans le futur, sans espoir de retour, dans un monde souterrain, un monde cruel, un monde aux mœurs stupéfiantes, un monde, somme toute, à peine plus absurde et plus dément que le monde contemporain. Arrive le jour où une population d’esclaves, les Zéroes, fomente une révolte pour renverser la caste dominante, impitoyable, constituée d’oisifs et d’exploiteurs, qui ne détient le pouvoir que grâce au monopole qu’elle exerce sur la production et la distribution de l’air atmosphérique, sans lequel il n’est point de vie possible. 

### L'égalité est une chimère
Le monde subterranéen décrit par Messac, « merveilleux » au début du récit, apparaît progressivement « sous des couleurs plus sombres : terne, hideux, répugnant ». C’est la raison pour laquelle ce roman de critique sociale est généralement perçu comme une contre-utopie satirique. Pourtant, ce que certains considèrent comme relevant de la satire sociale n’est vraisemblablement qu’une charge de Messac contre les tares irrémédiables du genre humain. « S’il n’y a pas de violences, ici, nous dit le narrateur, pas de guerres, pas [encore] de révoltes, il y a tout de même une hiérarchie. Ce n’est pas une société d’égaux. Ça j’en suis sûr, et ça ne m’étonne pas. L’égalité est une chimère : il y longtemps que notre prof de philo nous l’avait démontré. »

## Structure du roman
Le roman est à trois voix. Celle d’abord du héros malgré lui, Sylvain Le Cateau, qui est aussi le narrateur, qu’on nous présente comme un petit bourgeois, un triste sire à l’esprit exigu. Il y a ensuite, au gré de quelques avatars de personnalité, la voix de Messac lui-même qui se substitue, sans qu’on n’y prenne garde, occasionnellement à celle du héros. Et puis, il y a la voix de Belle Sims, qui intervient dans le roman en qualité, si l'on peut dire, de secrétaire de rédaction chargée de décoder et de transcrire les messages qu’elle reçoit du héros. Ainsi, le récit se trouve entrecoupé de notes dites de Belle Sims (sortes de NDLR), qui ne se prive pas de mettre son grain de sel, de commenter selon son humeur. 

## Critique
- Un heureux accent voltairien

« Cette vigoureuse satire, à peine déguisée ou extrapolée, de notre économie actuelle s'accompagne de railleries analogues des mœurs mondaines, pédagogiques, parlementaires qui, malgré un heureux accent voltairien, ne laissent pas de systématiser et alourdir l'ensemble. » (Jean-Jacques Bridenne, « Hommage à Régis Messac », Fiction n° 48, novembre 1957).
- Satire sociale et anti-utopie

« Dans ce roman, l’anticipation disparaît quelque peu derrière la satire sociale ou l’anti-utopie. Monde absurde où tout se déroule à l’envers – les morts sont exterrés –, qui s’écroulera le jour où les esclaves privés d’air se révolteront contre leurs maîtres cruellement insouciants et froidement indifférents. Mais cette révolte entraînera la fin de la Cité des asphyxiés tout entière. Une ironie glaciale, à peine tempérée par des calembours quelque peu faciles, montre que Régis Messac ne croyait guère en la sagesse des hommes, même en ceux du futur ! Si la science-fiction à une valeur prophétique, ce roman et Quinzinzinzili sont de véritables fictions apocalyptiques. » (P.-A. Touttain, « Découvrons Régis Messac », Les Nouvelles littéraires n° 2388, juillet 1973).
- De visionnaire, l'œuvre devient critique sociale

« La micro-société que Régis Messac recrée est une sorte de miroir déformant dans lequel il est toutefois impossible de ne pas se reconnaître. De visionnaire l’œuvre devient critique sociale. Grâce à ses dons d'observateur, Régis Messac va à chaque fois droit au but et fait immanquablement mouche. À côté de Quinzinzinzili, la Cité des asphyxiés peut paraître un peu lourd car il a des longueurs. Mais, là aussi, on retrouve une critique à peine démodée de la société humaine, de ses fausses-valeurs, de ses injustices et de ses tics, la verve destructrice de l'auteur. » (R. G., « Régis Messac, pionnier de la science-fiction d'expression française », La Presse de la Manche, 4 octobre 1972).
- Régis Messac : un "Swift" des Charentes

« La Cité des asphyxiés prend parfois des allures de conte philosophique qui font penser à Swift ; mais au lieu d’avoir affaire à un Irlandais, à un ecclésiastique anglican atrabilaire, nous nous trouvons ici devant un Français de Charente, fils d’un couple d’instituteurs laïques, et pacifiste anarchisant. Cela change tout ; et du coup, le pessimisme de Régis Messac laisse tomber le masque : Ce n’est plus qu’une immense générosité. Les auteurs de cette trempe ne sont pas légion. » (Roland Stragliati, « Régis Messac : un "Swift" des Charentes », Le Monde, 30 novembre 1972).
- L'ironie d'un Voltaire, l'ingéniosité critique de Swift

« La Cité des asphyxiés, livre splendide et méconnu en son temps. (…) Admirable Cité des asphyxiés, où l’imagination de Régis Messac unit l’ironie d’un Voltaire transporté à l’ère industrielle et l’ingéniosité critique de Swift. Une chronique impitoyable de la société de consommation, où l’auteur laissait filtrer une lueur d’espoir. » (Francis Lacassin, « Épitaphe pour Régis Messac », L’Express, 5-11 février 1973).
- Une projection effrayante de la société capitaliste

« Une projection effrayante de la société capitaliste que connaissait alors l’auteur, sans doute influencée par les dictatures qui existaient à l’époque (Allemagne, Italie, URSS, Japon, etc.), dystopie qui mérite de figurer parmi les classiques du genre. » (Maestro, « La Cité des asphyxiés », Wagoo, 12 août 2006, lire l'article).

## Éditions
- La Cité des asphyxiés, éditions La Fenêtre ouverte, coll. Les Hypermondes, Issy-les-Moulineaux, 1937, 203 pages.
- La Cité des asphyxiés, Édition spéciale, Paris, 1972, 242 pages.
- A Cidade dos asfixiados, traduit en brésilien par Heloysa de Lima Dantas, Editora Cultrix, São Paulo, 1976, 260 pages.
- La Cité des asphyxiés, Êditions Ex Nihilo, 2010  (ISBN 978-2-916185-09-5)